# Austropetalia victoria
Austropetalia victoria is een libellensoort uit de familie van de Austropetaliidae, onderorde echte libellen (Anisoptera).
De soort staat op de Rode Lijst van de IUCN als gevoelig, beoordelingsjaar 2007.
De wetenschappelijke naam van de soort werd voor het eerst geldig gepubliceerd in 1996 door Frank Louis Carle.